# Sebastian Rejman
Sebastian Rejman, född 13 januari 1978, är en finländsk sångare, skådespelare och programledare i TV. Han är sångare och gitarrist i bandet The Giant Leap. 
Rejman representerade Finland i Eurovision Song Contest 2019 tillsammans med Darude.
Rejman föddes i en tvåspråkig familj som talar både finska och svenska.
Rejman var tillsammans med den finländska skådespelerskan Iina Kuustonen 2015–2022. De har två gemensamma barn.